# Тициано Крудели
Тициано Крудели (на италиански: Tiziano Crudeli) е италиански спортен журналист и телевизионен коментатор. От 1987 г. коментира всички мачове на Милан, като добива известност с емоционалните си реакции и репортажи. Крудели е един от коментаторите на спортното шоу „Diretta stadio“ по канал Gold 7.

## Биография
Роден е на 24 юни 1943 г. в град Форли. Като дете играе футбол в школата на местния тим, а по-късно прекарва три години в школата на Милан. До 30-годишна възраст Крудели работи като продавач. По-късно той става секретар в отделението на Италианската тенис федерация в Милано, а след време и прес-секретар. Тициано става главен редактор на списанието „Тенис Ломбард“ и коментира тенис в ефира на каналите TVCI и Globo TV.
В края на 80-те години Крудели се пренасочва към футболния коментар, като работи в радио „Peter Flowers“. Първият мач с коментара на Крудели е през 1987 г. между Милан и Пескара, завършил с победа 2:0 за „росонерите“. Паралелно Тициано пише за вестниците „La Notte“ и „Тутоспорт“. През годините е коментатор в телевзииите Telereporter и Antenna 3, а в началото на новия век е част от екипа на Телеломбардия. По това време запазена марка на шоуто „Qui Studio a Voi Stadio“ стават дебатите между Крудели и колегата му Елио Корно (фен на Интер).
Крудели е коментатор в спортното шоу „Diretta stadio“ по канал Gold 7. Автор е на две книги: „Милан Крудели“ и „Паоло Малдини“.